# Kościół św. Barbary w Grodzisku Dolnym
Kościół św. Barbary w Grodzisku Dolnym – rzymskokatolicki kościół parafialny należący do parafii pod tym samym wezwaniem (dekanat Żołynia archidiecezji przemyskiej).

## Historia
Budowa obecnego kościoła została rozpoczęta około 1700 roku dzięki staraniom proboszcza ks. Sebastiana Zawadzkiego. Budowa została zakończona po 1777 roku. Świątynia została rozbudowana w latach 1857−1867, rozbudowa polegała na przedłużeniu nawy ku zachodowi, rozbudowie prezbiterium ku wschodowi, po bokach którego zostały dobudowane zakrystie. Przed 1873 rokiem zostały dobudowane dwie kaplice transeptowe. Na początku XX wieku została dobudowana kruchta południowa. 

## Architektura
Budowla jest orientowana, jednonawowa, murowana, wzniesiona z cegły i otynkowana. Fasada zachodnia jest trójdzielna i poprzedza ją kruchta, zwieńczona jest oprofilowanym szczytem z czterema rzeźbami świętych. Na jego osi w architektonicznym obramieniu jest umieszczona rzeźba św. Barbary.
W polach bocznych znajdują się nisze z rzeźbami Świętych Apostołów Piotra i Pawła. Przy elewacjach bocznych są umieszczone kwadratowe kaplice, do których od strony wschodniej przylegają zakrystie. Od wschodu znajduje się zamknięte trójbocznie prezbiterium z lożami kolatorskimi na piętrze. W kalenicy dachu jest umieszczona wieżyczka na sygnaturkę. Wyposażenie wnętrza powstało na przełomie XIX i XX wieku. 
Ołtarz główny jest drewniany i powstał w latach 1897−1900; jest dziełem miejscowego rzemieślnika Józefa Malacha. Jest ozdobiony obrazami: Święta Rodzina i św. Barbara, namalowanymi przez Władysława Bąkowskiego z Leżajska. Świątynia posiada pięć ołtarzy bocznych, z których jeden w prezbiterium został wykonany w 1881 roku przez Karola Sokalskiego z Łańcuta. Oprócz tego w kościele znajduje się ambona wykonana w 1902 roku. Polichromia figuralna jest dziełem wspomnianego wyżej Władysława Bąkowskiego i powstała przed 1900 rokiem.